# 食道
食道（しょくどう、英語: esophagus、俗にfood pipe や gulletなど）は、消化管の一部で、口腔、咽頭に続き、食物が胃に送り込まれるときに通過する管状の器官のこと。なお、食道で食物の消化は行われない。

## 食道の構造と機能
ヒトの食道は、成人で25～30 cm前後の長さがあり、口から飲み込まれて食道に入った物は、液体状の物は数秒程度で、固体状の物でも狭窄部にひっかかるようなことが無ければ数十秒もあれば食道を通過して胃へと送り込まれる。ヒトの食道は、頸部（第6頸椎）で喉頭の後ろ側で始まり、胸部では気管支、大動脈弓などの後ろを通り、横隔膜（食道裂孔）を突き抜けて腹部に至る。横隔膜の下（第11胸椎）で胃の噴門とつながる。食道には3箇所の生理的狭窄部がある。咽頭との接合部、気管支の後ろを通る部位、そして横隔膜を抜ける部位で、食物がよく詰まるのはこれらの箇所である。また、噴門付近（胃との接続部分）と共に、この3箇所の狭窄部は、食道癌の好発部位として知られる。なお、このようにヒトには3箇所の生理的な狭窄部が存在するものの、これらのうち1箇所目の食道入口部と3箇所目の横隔膜食道裂孔による狭窄部は特に狭くて常に狭くなっているのに対して、2箇所目の大動脈弓と気管支の影響で狭くなっている部分は他の2箇所と比べるとそれほど狭くなくて狭さもある程度可変である。
食道の壁は、内腔側から粘膜、筋層、外膜(重層扁平上皮、粘膜固有層、粘膜筋板、粘膜下層、固有筋層、外膜)と分けることができる。粘膜は、口で咀嚼されたとはいえ、まだ形を保ったままの食物が通過することで傷つかないように、力学的に強い重層扁平上皮で構成されている。粘膜のすぐ下層にある多数の食道腺が粘膜の表面に粘液を分泌することで、食物の通りをよくするはたらきがある。筋層は2層構造をしており、内側の筋は輪走筋、外側の筋は縦走筋に相当するが、長軸方向に対して筋線維は垂直/平行ではなく、いずれも斜行している。これらが順に収縮することで食物を胃に送り出すような動きをする。これを蠕動運動という。また、他の消化器官と異なる特徴として、口に近い側の上部食道の筋は横紋筋で構成されているという点がある。なお、胃に近い側の下部食道の筋は他の消化器官同様、平滑筋で構成されている。ただし、ラットなどの他の哺乳類には、全長に渡って横紋筋で構成されているものもいる。これらの筋は、自律神経の働きで無意識下で収縮運動が起こる。「喉元過ぎて熱さを忘れる」の言葉どおり、食道の粘膜の感覚はあまり鋭敏ではない。なお、ヒトの食道の普段のpHは5から6程度である。
食道は、胃食道逆流症、食道癌、大量に出血する可能性のある食道静脈瘤、マロリー・ワイス症候群、狭窄、および運動障害の影響を受ける可能性がある。これらの疾患は、嚥下障害、嚥下痛、胸痛を引き起こすが、まったく症状を引き起こさない場合もある。臨床検査には、硫酸バリウムを服用して行う消化管造影検査、内視鏡検査、およびCTスキャンが含まれる。食道への外科的なアクセスは困難である。

## 食道の疾患

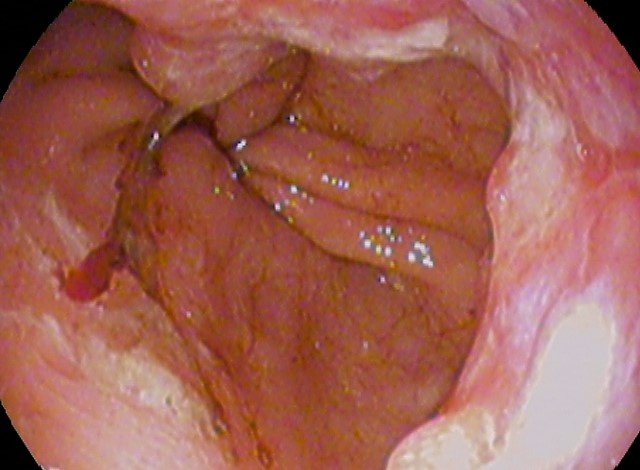
バレット食道癌

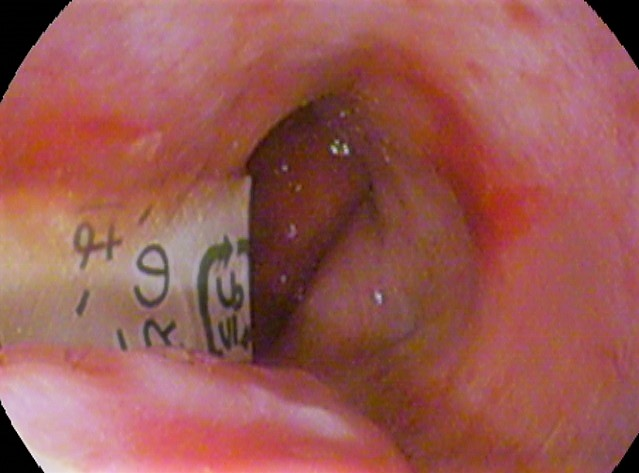
食道異物。PTP

一覧についてはen:Esophageal diseaseを参照
食道炎
食道の炎症は食道炎として知られている。胃からの胃酸の逆流、感染症、摂取した物質（腐食性物質など）、一部の薬剤（ビスホスホネートなど）、および食物アレルギーはすべて食道炎を引き起こす可能性がある。食道カンジダ症は、人が免疫不全状態にあるときに発生する可能性のある酵母カンジダアルビカンスの感染症である。 2014年現在、好酸球性食道炎など、ある種の食道炎の原因は不明である。食道炎は、痛みを伴う嚥下を引き起こす可能性があり、通常、逆流症の管理や感染症の治療など、食道炎の原因を管理することによって治療される。
胃食道逆流症(GERD)
胃液が食道に逆流する疾患。逆流性食道炎や非びらん性胃食道逆流症(NERD)が含まれる。
食道静脈瘤
食道下部には、粘膜下に静脈叢が発達しているが、ここは肝硬変などで肝臓への血流が悪くなると、門脈の血液が迂回してくる箇所にあたる（門脈圧亢進症）。これは、本来肝臓へ向かうはずの血液が左胃静脈を経て、上大静脈へ注ぐ奇静脈、半奇静脈に逃げるためである。もともと太い血管ではないので、大量の血液で血管が破れやすい状況になる。
食道癌
食道の粘膜上皮の細胞は、食物によって力学的に刺激を受け続けており、通常から細胞の分裂、入れ替わりが盛んである。上皮細胞の癌化が起こる場合がある。そのため、食道癌の90%以上が扁平上皮癌である。特に胸部中部食道に好発する。食道下部にはバレット上皮に由来する腺細胞癌も見られる。
初期の食道癌は、まったく症状がない場合がある。重度の場合、食道癌は最終的に食道の閉塞を引き起こし、固形食品の嚥下を非常に困難にし、体重減少を引き起こす可能性がある。癌の進行は、癌が食道壁にどれだけ侵入したか、影響を受けたリンパ節の数、および体のさまざまな部分に転移があるかどうかを測定するシステムであるTNM分類を使用して病期分類される。食道癌は、放射線療法、化学療法で管理されることが多く、食道の部分的な外科的切除によって管理される場合もある。食道へのステントの挿入、または経鼻胃管の挿入も、人が十分な食物と水を消化できるようにするために使用できる。 2014年現在、食道癌の予後は依然として不良であるため、緩和療法も治療の焦点となる可能性がある。
アカラシア
飲食物が食道を通過しにくくなった状態。食道アカラシアとも呼ばれる。
悪性黒色腫
皮膚癌（メラノーマ）としてよく知られる。まれではあるものの、悪性黒色腫が食道に発生する症例が見られる。
化膿性肉芽腫
これも食道にできるとは限らないが、まれに食道に発生することもある。
バレット食道
食道の粘膜を構成する細胞の形状が変わってしまった状態。特に胃逆流症による長期の食道炎は、バレット食道の発症に関与すると考えられている1つの要因である。この状態では、重層扁平上皮から単層円柱上皮に変化する下部食道の内層の化生がある。バレット食道は、食道癌の発症の主な原因の1つであると考えられている。
食道異物
食道に何らかの異物がひっかかっている状態。例えば、小児ではオモチャを飲み込んで、それが食道にひっかかっていた症例などが報告されている。
食道熱傷
高温の食物を嚥下したために、食道粘膜に熱傷を負うことがある。多くは二次性に食道粘膜剥離を合併する。基本的に予後良好である。自殺目的で塩酸などを嚥下した場合も類似した病態となる。
Boerhaave症候群
特発性食道破裂とも呼ばれる。原因は不明瞭な事が多いが、嘔吐時などの強い食道内圧上昇によって食道粘膜が裂けて縦隔へ穿孔する症候群。縦隔炎を合併することがある。
突発性食道破裂
健全な食道が嘔吐などにより、食道内圧が高まった時に、脆弱な部分が破れ、食道穿孔をきたす疾患のこと。
先天性食道閉鎖症
食道が途切れている病気。 C型食道閉鎖症が最も多く、A型食道閉鎖症が次に多くみられる。
食道裂孔ヘルニア
元来腹腔内にあり、食道裂孔よりも挙上するべきでない胃の一部が、胸腔内へ逸脱した病態を指す。逆流性食道炎あるいは胃食道逆流症を引き起こすことがある。
マロリー・ワイス症候群
嘔吐後に下部食道に裂傷が生じ、出血を起こす症候群である。
嚥下障害
咽喉頭異常感症
咽喉頭部や食道の狭窄感、異物感、不快感などを訴えるが検査値の異常や器質的病変がみられないものをいう。

## その他
海水魚の食道には、NaClを吸収する能力があることが知られている。